# Tamoio (S-31)
Pour les articles homonymes, voir Tamoio.
Le Tamoio (pennant number : S-31) est un sous-marin de classe Tupi de la marine brésilienne. Il a été construit au chantier naval Arsenal de la Marine de Rio de Janeiro, sur l’île des Cobras, et lancé le 18 novembre 1993. Il a été incorporé à la marine le 17 juillet 1995.

## Projet

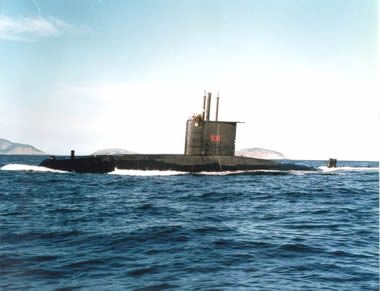
Le Tamoio (S-31) en 2009.

Il a été le premier sous-marin de la marine brésilienne construit dans le cadre de la stratégie d’acquisition de la maîtrise complète du cycle "Conception, Construction et Réparation" de ces moyens, étant le premier à être construit au Brésil.
Son projet est basé sur le projet allemand type 209, qui est devenu au Brésil la classe Tupi.

## Origine du nom
Le Tamoio a été le troisième navire et le deuxième sous-marin à porter ce nom dans la marine brésilienne, en hommage au peuple indigène tamoio. Ce peuple, aujourd’hui éteint, habitait les rives des fleuves Rio São Francisco dans le Minas Gerais et Paraíba do Sul dans l'État de Rio de Janeiro.
Les autres bateaux du même nom étaient le croiseur torpilleur Tamoyo et le sous-marin Tamoyo (1936).

## Opérations
Le Tamoio intègre la Force sous-marine de la marine brésilienne avec trois autres sous-marins de la classe Tupi et un de classe Tikuna.
La dernière période de maintenance générale (PMG) du navire a eu lieu à la fin de 2014 à l’Arsenal de la marine de Rio de Janeiro, procédure qui est répétée tous les six ans,.
En 1996, dans un exercice de tir, le Tamoio a coulé la coque du destroyer Marcílio Dias avec une torpille Mark 24 Tigerfish.